# Шелехов, Дмитрий Потапович
Дми́трий Пота́пович Ше́лехов (1792—1854) — писатель, автор сельскохозяйственных сочинений; полковник в отставке. Внучатый племянник Григория Ивановича Шелехова.

## Биография
Происходил из дворянского рода Шелеховых. Родился в 1792 году в городе Бронницы Московской губернии. В 1811 году окончил физико-математический факультет Московского университета в степени кандидата. В 1812 году вступил подпоручиком в московское народное ополчение и участвовал в главных сражениях Отечественной войны. В этом же году был переведён в Архангелогородский полк, состоял адъютантом при князе Волконском 3-м и принимал участие в военной кампании 1813—1815 гг. Участвовал в сражениях под Дрезденом и Бауценом; был награждён орденом Св. Анны. В сражении при Кацбахе Шелехов был тяжело ранен в ногу. По возвращении в Россию, в чине штабс-капитана он был корпусным адъютантом при графе Толстом.
В 1821 году вышел в отставку и стал заниматься активной сельскохозяйственной деятельностью в своём имении Фролово Зубцовского уезда Тверской губернии. А ещё в 1819 году началась его литературная деятельность. Первым произведением стало «Раскаяние, или Торжество Христианской Веры», за которое он был избран Московским обществом любителей словесности в сотрудники, а потом и в действительные члены. В «Трудах» этого общества были напечатаны и его переводы из «Энеиды» Вергилия.
После знакомства с европейским укладом сельского хозяйства, работами Тээра «Основание национального сельского хозяйства» и Фишера «Начертания руководства к плодопеременному сельскому хозяйству». Шелехов начал адаптировать земледельческие технологии для дальнейшего их использования в российской сельскохозяйственной практике.
В 1826 году он открыл в своем Зубцовском имении практическую школу для обучения помещичьих крестьян сельскому хозяйству с плодопеременным полеводством. В 1827 году он основал «Земледельческую компанию», задачей которой было усовершенствование сельского хозяйства в дворянских имениях. Труды его не остались незамеченными: многие российские помещики стали перенимать идеи Шелехова; в его школу присылались крестьяне из 29 губерний. Вологодский помещик, отставной генерал-лейтенант Павел Иванович Цорн писал ему: «Человек мой, обучавшийся у Вас новому плодопеременному земледелию, ко мне возвратился. Он как бы переродился: вырос, пополнел, поумнел. Благодарю Вас душевно за труды, об нем приложенные. Он наставления Ваши помнит и дал мне слово всегда следовать оным».
В 1829 году он  был определён на службу в интендантство и получил назначение в задунайскую армию графа И. И. Дибича. В 1832 году Д. П. Шелехов состоял чиновником особых поручений при министре финансов. В 1833 году вышел в отставку и возвратился к своим сельским занятиям.
Сначала Шелехов не верил в то, что плодопеременное хозяйство сможет улучшить положение дел в русском имении, пока он не посетил поместье Кагуль, на тот момент принадлежавшее графу Румянцеву и управлявшееся англичанином Роджером. Полностью устроенное по западному образцу хозяйство поражало своими масштабами, постройками, скотом и общей доходностью. С этого момента Шелехов признал неверным многое, о чём писал в своей первой книге «Главные основания земледелия» и посвятил свою жизнь работе над рационализацией отечественного сельского хозяйства и добился в этой области немалых успехов.
В 1851 году он по высочайшему повелению снова был призван на службу, с зачислением в лейб-гвардии Гренадерский полк, для особых поручений к князю П. М. Волконскому.
Умер 16 (28) мая 1854 года в своём имении Фролово Зубцовского уезда Тверской губернии. Похоронен на Ивановском кладбище.

## Научная деятельность
На пути реализации своих планов Шелехов встречал постоянные препятствия, связанные с природными и историческими особенностями российского региона, а так же отсутствием каких-либо адекватных работ, описывающих адаптированные для России аграрные методы ведения хозяйства на западе, хотя они были крайне необходимы.
Огромное внимание Шелехов уделял созданию сельскохозяйственных учебных пособий с учётом научного европейского опыта и развеиванию вредных укоренившихся привычек хозяйственников. По сравнению с существовавшими на тот момент аналогичными изданиями, освещавших вопросы земледелия работы Шелехова были структурированы и были подкреплены примерами из личного опыта; они акцентировали внимание на том, что сельское хозяйство является краеугольным камнем любого государства и очень важно было повсеместно развивать его.
В 1835—1841 годах он был постоянным сотрудником журнала «Библиотека для чтения». В 1838 году написал книгу «Народное руководство в сельском хозяйстве»; возражая М. Г. Павлову (его двухтомник «Курс сельского хозяйства» появился годом раньше) он указывал:

Нет, теория есть дополнение практики, а не практика — теория в действии или теория есть практика в возможности. Черта ли мне в твоей теории, когда она рассыпается в пух и прах, если практика обнаруживает факты, которые противоречат теории. Надо придумывать новую теорию, удовлетворяющую и старым, и новым фактам, то есть всей практике по этой части. Теория — всего лишь усилие ума отгадать неуловимые тайны природы, забава ума, жаждущего знать начало всего, но не наука и не практика. Она даже не есть знание дела. Это самая неважная часть науки. Главная часть науки есть верное и систематическое изложение фактов, дающее убеждение, что, действуя таким-то образом, вы всегда получите такой-то результат… В науке бывает бесчисленное множество теорий об одном предмете. Взять хотя бы электричество, природа которого неизвестна, а силой которого мы пользуемся…

Граф Мордвинов, ознакомившись с книгой Шелехова, пророческой назвал его мысль о необходимости соблюдать гармонические отношения между тремя основными промыслами человечества: сельским хозяйством, промышленностью и торговлей. Для издания «Курса опытного русского сельского хозяйства» он назначил денежное пособие.
Помимо периодических публикаций, в период с 1841 по 1844 Шелехов читал публичные лекции в Санкт-Петербурге: «Беседы о русском опытном сельском хозяйстве», на которых активно обсуждал со своими последователями последние достижения зарубежной и отечественной сельскохозяйственной науки. Им был издан «Курс опытного русского сельского хозяйства» из 10 книжек.

## Имение
Об имении Шелехова известно крайне мало. Центральным его имением было сельцо Фролово; в 1833 году он приобрёл поместье Виталино, которое находилось неподалеку от Фролова, а в 1842 году он указывал, что двадцатилетние занятия сельским хозяйством доставили ему «состояния от шестидесяти до четырех сот душ крестьян с обширными землями и угодьями»«Путешествие по русским проселочным дорогам».

## Семья
Жена: Авдотья Андреевна. Их дети:
- Екатерина
- Аполлон (?—1888), окончил Императорский Харьковский университет и служил в канцелярии киевского генерал-губернатора. Похоронен с женой Юлией Константиновной в селе Столыпино Зубцовского уезда[3]
- Александр (24.8.1822—?), учился в Императорском Санкт-Петербургском университете